# عبد الواحد الموسوي اللاري
عبد الواحد الموسوي اللاري (بالفارسية:عبد الواحد موسوی لاری؛ من مواليد 1954) رجل ديني شيعي إيراني. وهو وزير الداخلية الإيراني السابق في حكومة محمد خاتمي للفترة من 12 سبتمبر 1998 حتى 24 أغسطس 2005.

## المنشأ
ولد الموسوي في مُهر، فارس عام 1954.